# Algemene Administratie Douane en Accijnzen

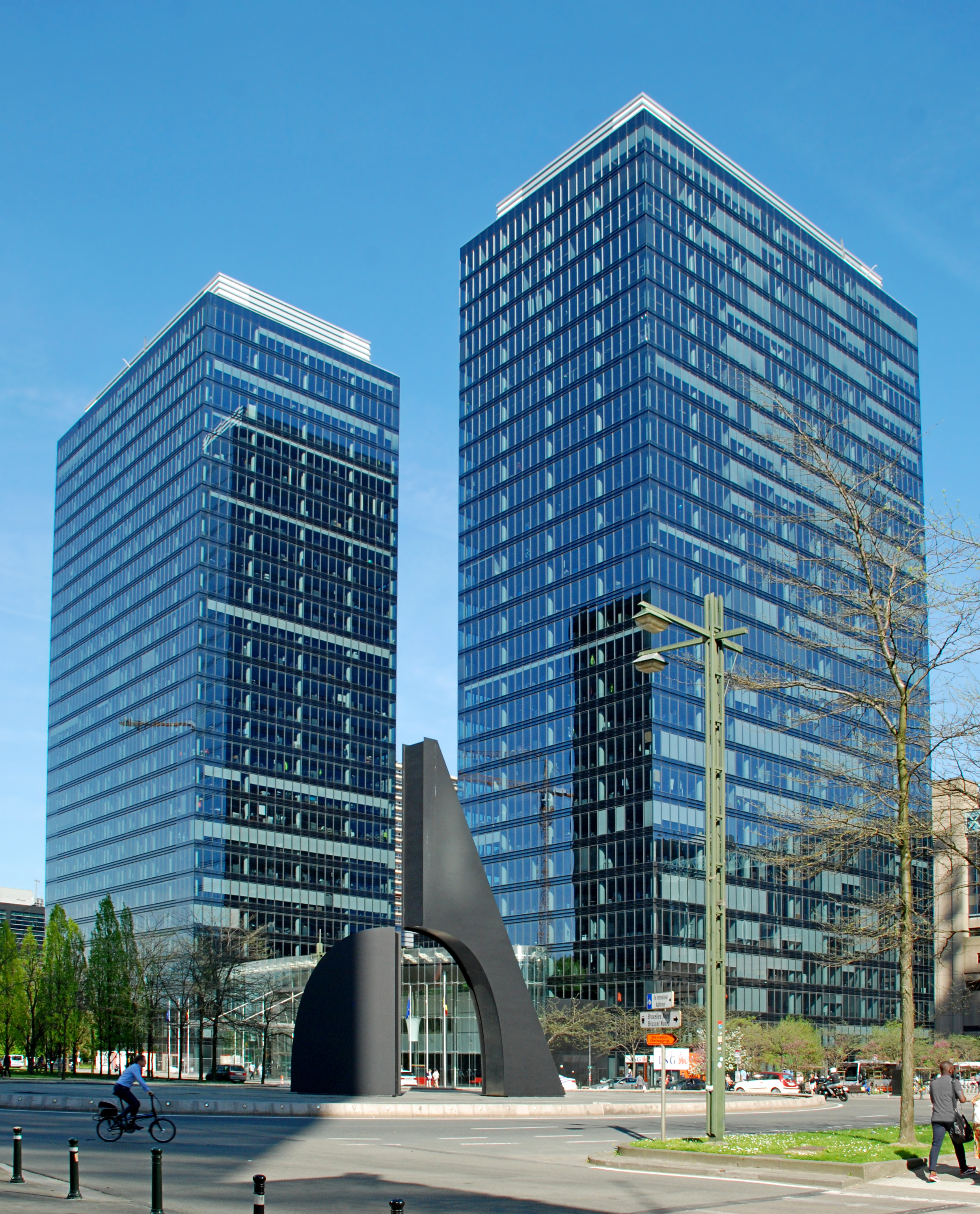
Hoofdkantoor in de North Galaxytorens

De Belgische douane, officieel Algemene Administratie van de Douane en Accijnzen (AAD&A), is een Belgische overheidsdienst die belast is met het toezicht op de invoer, uitvoer en doorvoer van goederen en de inning van accijnzen, en die ook bevoegd is in bepaalde gemeenrechtelijke zaken. Belgische douaniers zijn bevoegd toezicht uit te oefenen op de naleving van de wetten betreffende het wegverkeer en de ter uitvoering daarvan genomen reglementen.
AAD&A is onderdeel van de Belgische Federale Overheidsdienst Financiën, en bestaat uit een centrale component (Brussel) en 7 regionale centrumdirecties (Antwerpen, Bergen, Brussel, Gent, Hasselt, Leuven en Luik). Deze laatsten staan in voor het definiëren en opvolgen van de operationele doelstellingen van hun regio, alsook voor het beheren van de regionale middelen. De regionale diensten van de administratie Opsporing vallen daarentegen rechtstreeks onder de bevoegdheden van hun Centrale Component in Brussel.

## Geschiedenis
De Oostenrijkse keizerin Maria-Theresia vormde in 1749 het regime van de oude tollen van het Ancien Régime in onze streken om tot een nieuw tarief van invoer- en uitvoerrechten en een bijhorende moderne douaneadministratie. Dit wordt als het begin van de douane, in de moderne betekenis van het woord, in onze contreien aanzien. Tijdens de Franse Republiek en het keizerrijk wordt die administratie verder uitgebouwd en verschijnen de eerste douaniers in uniform: de ‘groene jagers’. De eigenlijke Belgische douane ontstond kort na de Belgische Revolutie in de zomer van 1830. Het Voorlopig Bewind kondigde reeds op 1 oktober 1830 het behoud van alle bestaande belastingen aan, met uitzondering van de accijnzen op het slachten. De administratieve overgang van oud op nieuw werd geregeld bij het decreet van 31 oktober 1830. Iedere ambtenaar die een aanstelling had van het vorige regime en die niet was afgezet of overgeplaatst, bleef tot nader order gehandhaafd in graad en rang. Op 12 januari 1831 ondertekende de pas aangestelde administrateur-generaal van Financiën Charles de Brouckere de “Voorlopige instructie op de actieve dienst der douane“. Bij het inwerkingtreden van de grondwet, door de ambtsaanvaarding van de Regent op 25 februari 1831, kreeg de administrateur-generaal de titel van minister van Financiën. Het organiek besluit van 18 maart 1831 hernam de Provinciale Directies der Belastingen Douane en Accijnzen, die in 1825 door de Hollandse regering waren opgeheven. Dit was de feitelijke start voor de organisatie die tegenwoordig wordt aangeduid als de Algemene Administratie van de Douane en Accijnzen. Zij maakte toen, samen met de Directe belastingen en het Kadaster, deel uit van het Ministerie van Financiën.

## Missie
De voornaamste opdracht van de douaneautoriteiten bestaat er uit toezicht te houden op het internationale handelsverkeer van de Unie en daardoor bij te dragen tot eerlijke en open handel, de uitvoering van de externe aspecten van de interne markt, van het gemeenschappelijk handelsbeleid en van ander gemeenschappelijk beleid van de Unie dat verband houdt met de algemene veiligheid van de toeleveringsketen.

## Bevoegdheden
De ad hoc-bevoegdheden leunen op de Union Customs Code (UCC) en de nationale wetgeving inzake douane, de btw en de accijnzen. De AAD&A heeft ook een groot gamma aan taken die de wetgeving binnen het niet-fiscale domein en reglementering van andere departementen opvolgt (bijvoorbeeld de FOD Economie, de FOD Volksgezondheid, Veiligheid van de voedselketen en Milieu, de FOD Binnenlandse Zaken, de FOD Justitie, etc.). De onderzoeksbevoegdheden van de Douane zijn grotendeels gebaseerd op de Algemene Wet inzake Douane en Accijnzen (gecoördineerd op 18 juli 1977), het wetboek van strafvordering en de wetgeving met betrekking tot het statuut van Officier van de Gerechtelijke Politie.

## Structuur

### Administrateur-generaal

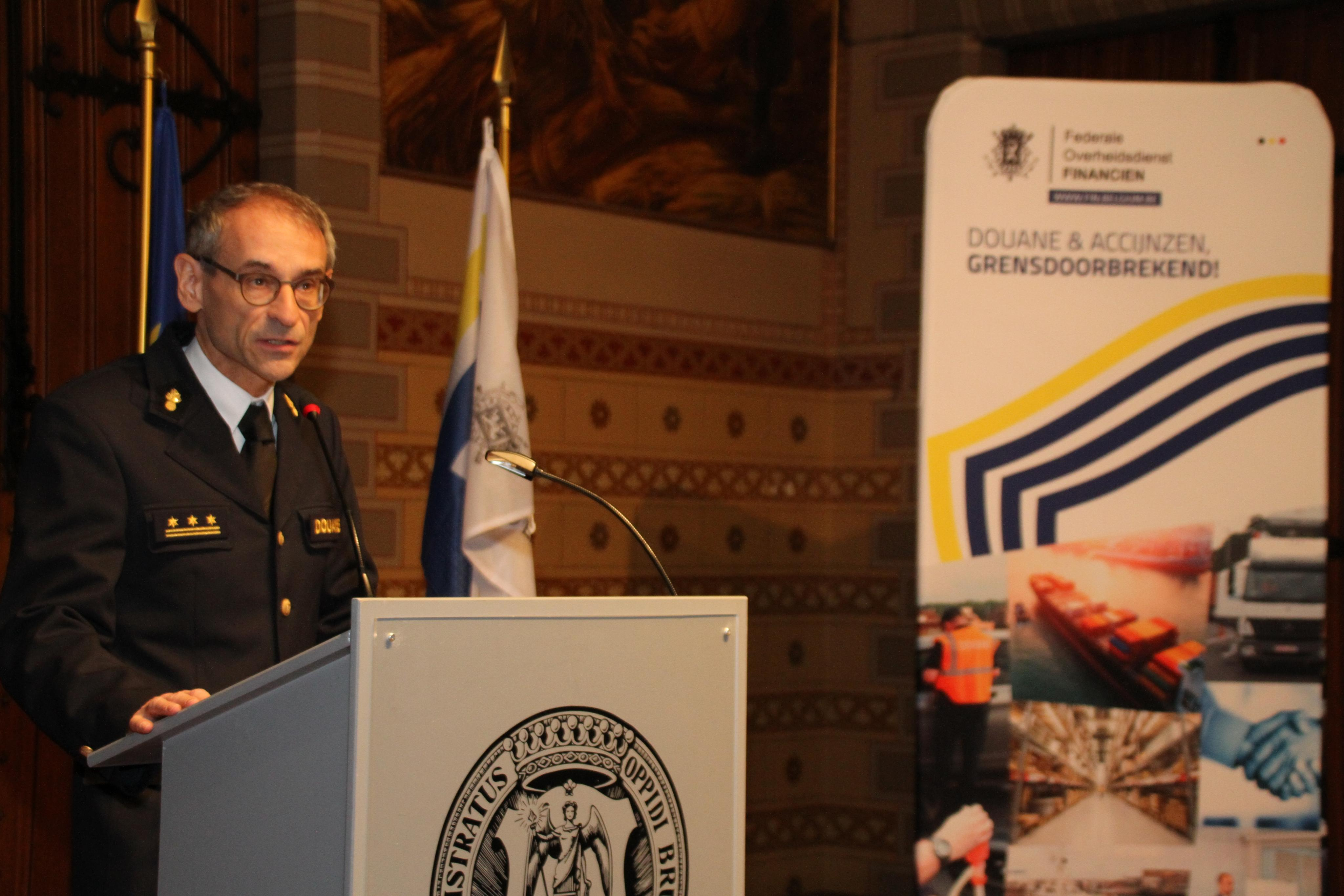
Administrateur-generaal Kristian Vanderwaeren

Aan het hoofd van de AAD&A staat de administrateur-generaal Kristian Vanderwaeren. De administrateur-generaal verzekert het optimaal functioneren van de Douane.

### Centrale departementen

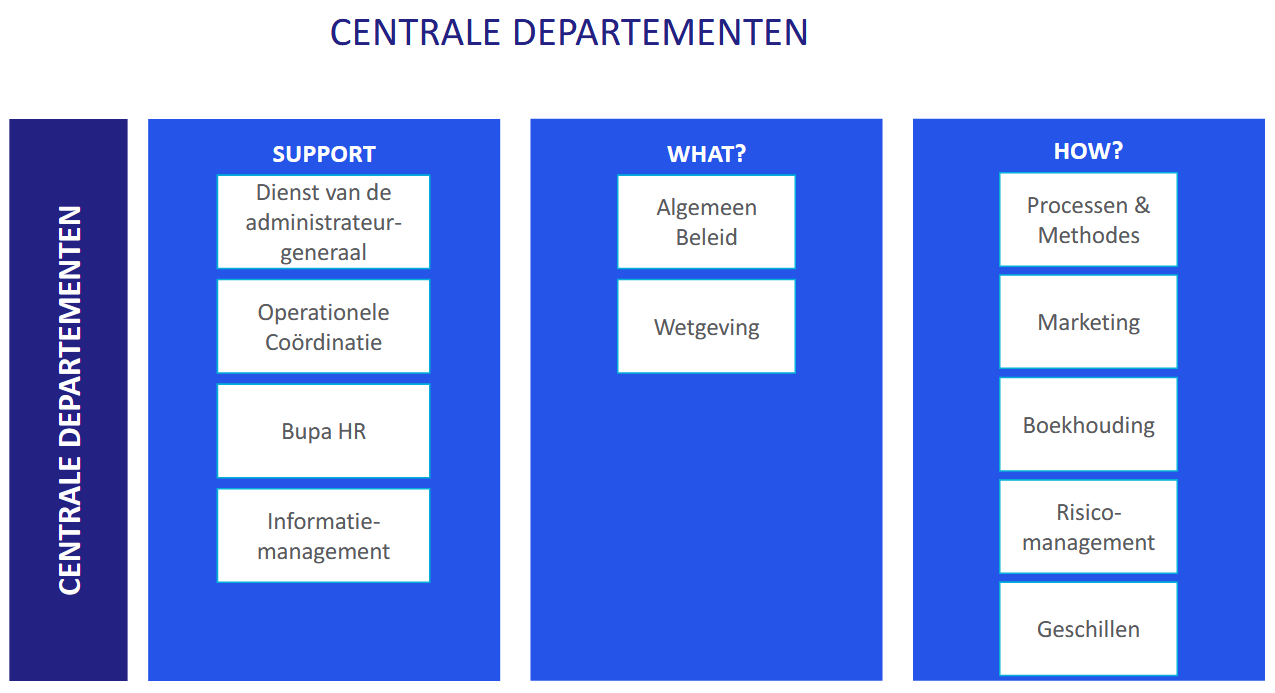
Centrale Departementen zonder de Centrale Componenten van de administraties Operaties en Opsporing

De AAD&A is samengesteld uit 10 departementen die de taken bepalen die de douane moet uitvoeren (WHAT) en bepalen hoe die moeten uitgevoerd worden (HOW).
Daarnaast zijn er ook specifieke departementen die de nodige ondersteuning aan de operationele diensten bieden (SUPPORT).
- WHAT
  - Departement Algemeen beleid
  - Departement Wetgeving

- HOW
  - Departement Marketing
  - Departement Processen & Methodes
  - Departement Boekhouding
  - Departement Risico management & Datamining
  - Departement Geschillen & Administratieve beroepen
  - Operaties (enkel de Centrale Component)
  - Opsporing (enkel de Centrale Component)

- SUPPORT
  - Departement Informatiemanagement

Naast deze tien departementen zijn er nog de algemene entiteiten: de diensten van de administrateur-generaal, Bupa HR en het Departement Operationele Coördinatie & Organisatiebeheer.
Alle diensten op het centrale niveau bevinden zich in het North Galaxycomplex in Brussel.

#### Diensten van de administrateur-generaal
De dienst Inspectie & Integriteit werkt nauw samen met externe toezichthouders (het Rekenhof, de Europese Rekenkamer en de Europese Commissie). Ze bereiden de audits voor, organiseren en coördineren ze. De dienst rapporteert intern aan het managementteam en de Voorzitter.
De dienst Algemene Zaken volgt de praktische behoeften van de diensten van de AADA op. Van voertuigen over gebouwen, bewapening, telefonie en IT tot bureaumateriaal. De medewerkers werken samen met de Stafdienst Logistiek, de Stafdienst B&B en de Administratie van de Thesaurie.
Op de Crisiscel - Terrorisme gebeurt de coördinatie van de terreurbestrijding binnen de AAD&A. Men stelt er onder andere crisisscenario’s op en werkt er samen met heel wat andere overheidsdiensten. De dienst zorgt eveneens voor de opzet en het up to date houden van een communicatie- en organisatiestructuur in het kader van crisisbeheersing.
Het NECDA dient een langetermijnvisie voor de aanschaf van controlemiddelen, het materiaal en de uitrusting te ontwikkelen, te implementeren en gaandeweg te optimaliseren. De eindgebruikers worden telkens geraadpleegd voor de bepaling van de specifieke behoeften en het correct invullen van de operationele en functionele vereisten.

#### Departement Operationele Coördinatie en Organisatiebeheer
Dit departement geeft advies aan de administrateur-generaal inzake strategie, assistentie bij de uitrol en analyse van de resultaten. Ze beheren en rapporteren over programma’s en projecten en ondersteunen de beheerders en medewerkers ervan. Verder verzekeren ze de ondersteuning van de verschillende diensten binnen de AAD&A in het kader van Business Process Management en voor de coördinatie in het beheer van de processen. Daarnaast onderhouden ze de processen die eigen zijn aan de AADA en coördineren ze de bewaking en documentatie van de interne controle.

#### Departement Algemeen Beleid
- Treedt op als enige schakel in het kader van de coördinatie van de internationale en nationale samenwerking met andere autoriteiten / instanties en met andere stakeholders op strategisch en tactisch niveau (de Regie);
- Adviseert de administrateur-generaal bij de strategische keuzes voor de richting van de organisatie op basis van de opdracht van de organisatie, tendensen, innovatie en impulsen op nationaal en internationaal niveau (Strategische cel);
- Staat in voor het opstarten, voorbereiden en coördineren van de akkoorden met de andere douaneadministraties door het invoeren van oplossingen op het vlak van versterking van de capaciteiten en technische ondersteuning (Capacity building);
- Coördineert de deelname van de AAD&A aan talrijke projecten en proefprogramma’s inzake internationale logistiek (Interlog).

De vijf douaneattachés die werkzaam zijn in het buitenland maken eveneens deel uit van deze directie. Ze bieden ondersteuning en geven inlichtingen over de Belgische douane en accijnzen en vergemakkelijken de contacten met de buitenlandse douanediensten. Ze opereren vanuit Brazilië, Rusland, India, Indonesië en China.

#### Departement Wetgeving
Dit departement is verantwoordelijk voor de ontwikkeling van wettelijke bepalingen en reglementering in het kader van douanematerie, accijnsmaterie en niet-fiscale materie. Ze nemen deel aan nationaal en internationaal overleg met betrekking tot relevante aspecten binnen hun domein.
Elke specifieke materie wordt behandeld binnen een eigen dienst. Daarnaast bestaat het departement ook uit de dienst Tarief en een Juridische dienst. Die laatste is ook verantwoordelijk voor de behandeling van alle juridische aspecten bij administratieve beroepen.

#### Departement Marketing
De dienst Marketing staat voornamelijk in het teken van de klanten van de AAD&A. Ze bepalen onze dienstverleningsaanpak, ontwikkelen een dienstverleningsmodel en werken aan de hand daarvan een strategie uit. De dienst Communicatie brengt zowel onze externe als interne partners op de hoogte van het reilen en zeilen binnen de AAD&A. Ze beheren onze internet –en intranetpagina en staan in voor de organisatie van evenementen waar onze administratie aan deelneemt.
De dienst Opleiding is verantwoordelijk voor de organisatie en centralisatie van de specifieke douane-opleidingen.

#### Departement Processen & Methodes
- Stelt werkmethodes op: op basis van wetgeving en processen.
- Modelleert en documenteert de processen en zorgt voor de coherentie ervan.
- Assisteert de departementen die verantwoordelijk zijn voor het uitvoeren van de werkmethodes en processen.

#### Departement Boekhouding
Deze operationele dienst is gecentraliseerd in Brussel maar heeft een nationale bevoegdheid.
De voornaamste missies van dit departement zijn:
- Het elektronische beheer van gegevens in het kader van inkomsten en uitgaven
- Het opvolgen, herroepen en aanvaarden van borgstellingen
- De verificatie van alle financiële transacties
- Het opstellen van boekhoudkundige staten en de jaarrekeningen

#### Departement Risicomanagement & Datamining
Dit departement staat in voor:
- het ontwikkelingsbeheer en de methodologie van het risicobeheer voor de fiscale en niet-fiscale domeinen;
- de vertegenwoordiging van de AAD&A op nationaal en internationaal niveau met betrekking tot het risicobeheer;
- de implementatie van het risicobeheer in samenwerking met de controleregies en de SCB;
- de implementatie van de selectieprofielen in het systeem dat de aangiften voor controle binnen onze Administratie selecteert;
- de analyse van grote hoeveelheden data om onregelmatigheden op te sporen en nieuwe kennis te verwerven;
- de implementatie van een analyse van de veiligheidsrisico’s op basis van Europese regels op het vlak van risico’s

#### Departement Geschillen & Administratieve beroepen
Dit departement is belast met het bestraffen en opvolgen van inbreuken tegen de Europese en nationale wetgeving inzake douane- en accijnsmaterie, het innen van de schuld die hieruit voortvloeit en het uitvoeren van de opgelegde straffen.
Hun belangrijkste missies zijn:
- Het behandelen van inbreuken tegen fiscale materie tot de uitvoering van juridische besluiten;
- Het innen van de betrokken rechten;
- Het indienen en behandelen van rechtszaken voor de rechtbank en
- Het behandelen van beroepsprocedures.

Ze behandelen eveneens de administratieve beroepen die zijn ingediend tegen beslissingen van de AAD&A.

#### Departement Informatiemanagement
Binnen dit departement is men verantwoordelijk voor het verzamelen, beheren, aanvullen en analyseren van de gegevens die nuttig zijn binnen het beslissingsproces van de AAD&A op strategisch, tactisch en operationeel niveau. De medewerkers nemen eveneens het beheer en de opvolging van alle ICT-projecten binnen de AADA op zich. In dit kader stellen ze de nodige expertise ter beschikking om nieuwe projecten op te starten en het evolutief onderhoud van bestaande systemen op te volgen en te beheren. Ze beheren voor deze projecten eveneens de helpdesk voor de economische operatoren en voor de gebruikers binnen de AADA.

### Administraties
De twee administraties beschikken elk over een Centrale Component in de hoofdzetel in Brussel en een aantal buitendiensten verdeeld over het hele land.

#### Administratie Operaties

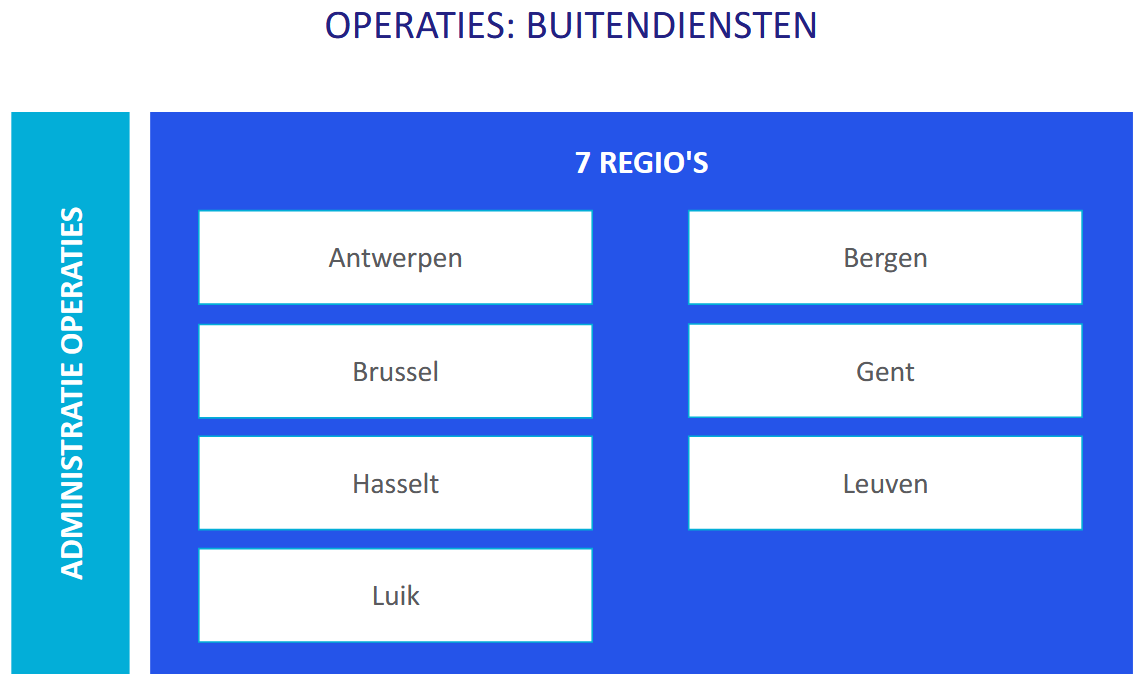
OPS Buitendiensten

De Administratie Operaties beschikt over een Centrale Component in Brussel dat operationele expertise en ondersteuning verleent aan de 7 buitendiensten (Antwerpen, Brussel, Gent, Hasselt, Luik, Leuven, Bergen). Deze administratie staat onder meer in voor de uitvoering van controleopdrachten voor de AAD&A in eerste en tweede lijn en voert de audits (voorafgaande/a posteriori/opvolging) uit bij economische operatoren.
Controle eerste lijn:
- Bewaking en controle in havens, luchthavens en op de openbare weg
- Controle en verificatie van aangiftegebonden goederen
- Vaststellingen, aanhoudingen, inbeslagnames en minnelijke schikkingen

Controle tweede lijn:
- Afleveren van vergunningen
- Uitvoeren van administratieve en boekhoudkundige controles

#### Administratie Opsporing

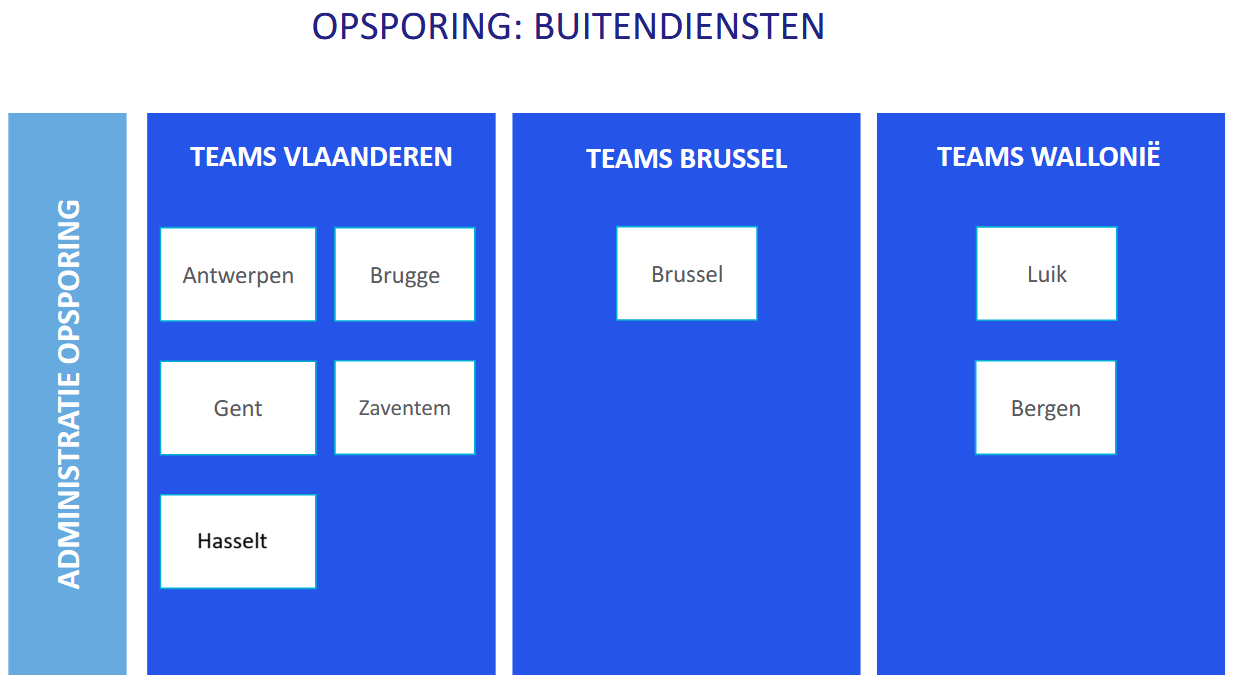
INV Buitendiensten

Hier gebeurt het onderzoek en de opsporing naar strafbare feiten binnen het domein van de wettelijke bevoegdheden van de AAD&A.
Dit gebeurt enerzijds op basis van eigen onderzoeksmethoden (Bijzondere Opsporingsmethoden - BOM-wet) en anderzijds met behulp van nationale en internationale onderzoeksmethoden binnen de strijd tegen fraude en illegale handel.
De geviseerde fraudefenomenen omhelzen voornamelijk de volgende materies:
- Accijnzen: alcohol, tabak, minerale oliën, koffie, niet-alcoholische dranken
- Douane: antidumping, oorsprong van goederen, commerciële fraude, carrouselfraude, …
- Niet-fiscale materies: drugs en precursoren, namaakproducten, piraterij en intellectuele eigendomsrechten, wapens en dual-use goederen, …

Deze administratie beschikt over een Centrale Component in Brussel en 10 buitendiensten (Antwerpen, Brugge, Gent, Zaventem, Genk, Brussel, Luik, Bierset, Bergen en Charleroi)

### Regionaal niveau
De structuur van het centrale niveau wordt vertaald in de regionale structuur. Elk departement beschikt over regionale diensten die verantwoordelijk zijn voor de finale uitvoer van hun taken.
Deze diensten zijn onder andere:
- De hulpkantoren

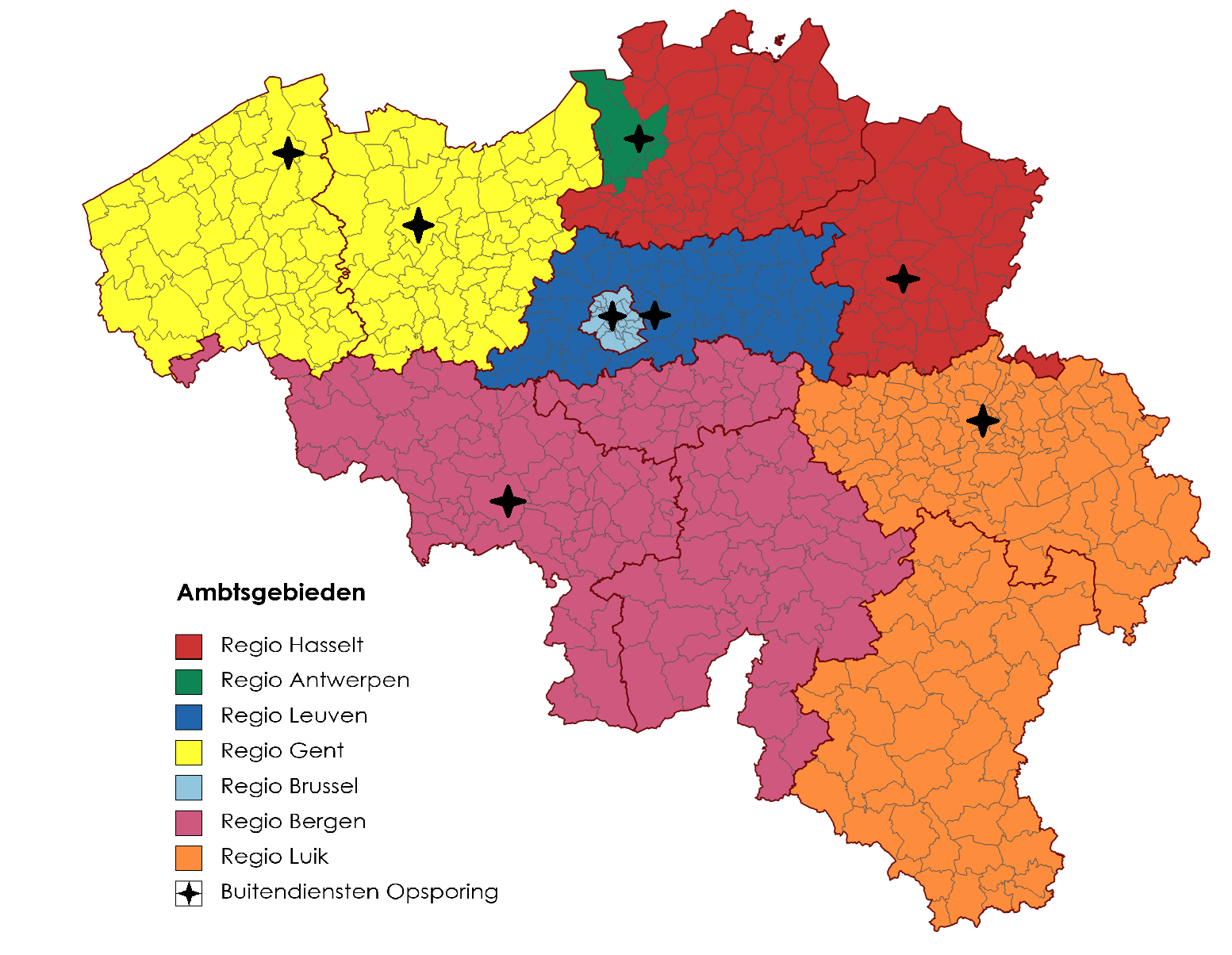
Ambtsgebieden van de Administratie Operaties en de locatie van de opsporingsdiensten

- De controles eerste lijn en tweede lijn
- De regiekamers
- De regionale opsporingsdiensten
- De marketingafdelingen
- De afdelingen voor het aangiftebeheer
- De afdelingen voor het risicobeheer
- De afdelingen voor de afwerking van de geschillen

De regionale diensten vallen onder hiërarchie van de regionale directeur. Hij/zij is binnen zijn/haar regio verantwoordelijk voor de medewerkers, het beheer van de middelen en de behaalde resultaten. Enkel de regionale diensten van de administratie Opsporing vallen onder de rechtstreekse bevoegdheid van haar Centrale Component.
Er zijn 7 regio’s:
- Antwerpen: Ellermanstraat 21 - 2060 Antwerpen
- Brussel: Financietoren, Kruidtuinlaan 50 - Brussel
- Gent: Sint-Lievenslaan 27-33 - 9000 Gent
- Hasselt: Voorstraat 43 - 3500 Hasselt
- Luik: Tour Paradis, rue de Fragnée 2 boite 219 - 4000 Liège
- Leuven: Philipssite 3A bus 4 - 3001 Leuven
- Bergen: Avenue Mélina Mercouri - 7000 Mons

## Graden
De meeste ambtenaren van de AAD&A vallen onder het statuut van het Federaal administratief openbaar ambt dat wordt geregeld door het Koninklijk Besluit van 2 oktober 1937.

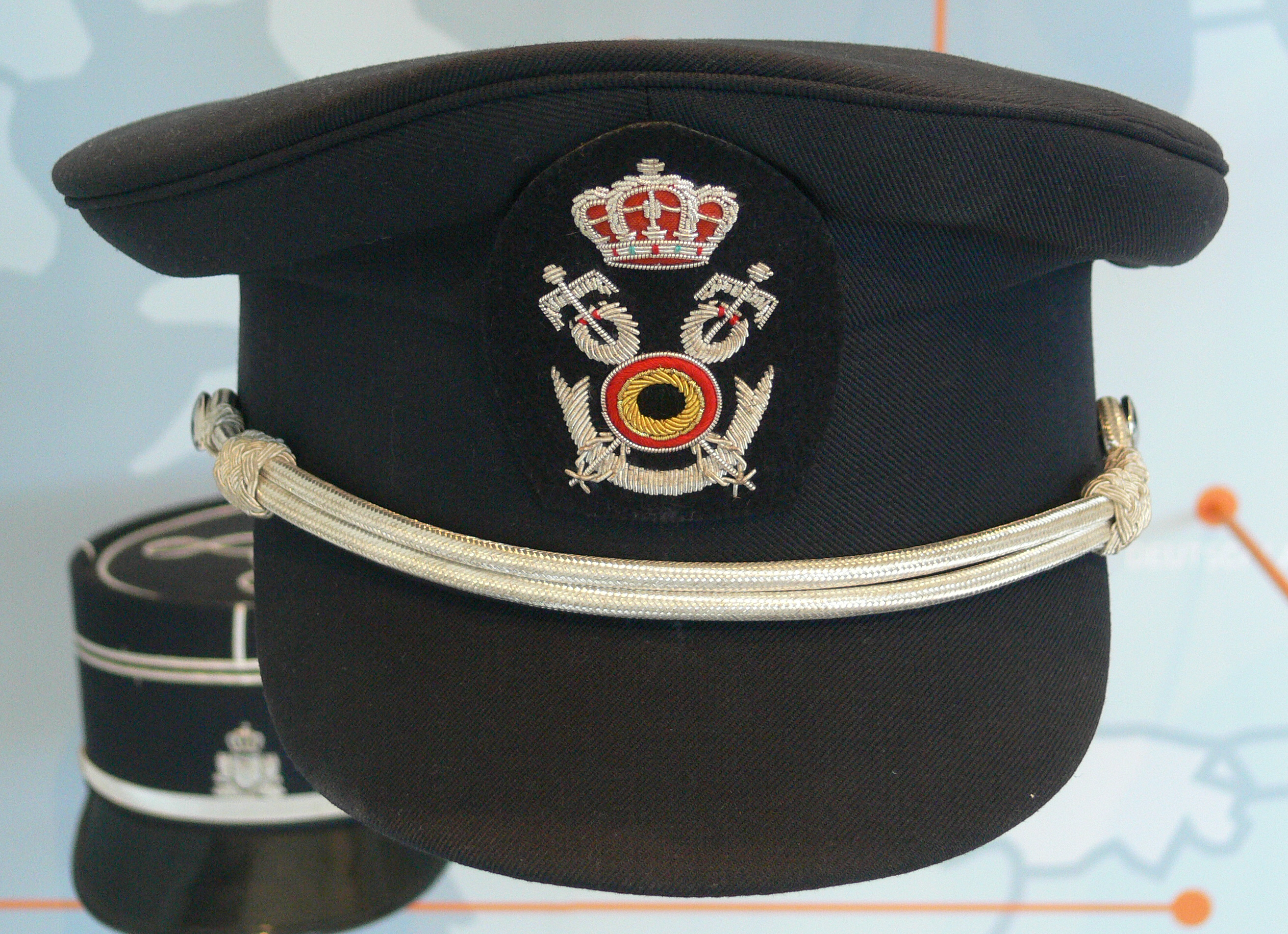
Kepi van een douanebeambte

| Niveau | Klasse                         | Titel                        | Graadkenteken |
| ------ | ------------------------------ | ---------------------------- | ------------- |
|        |                                |                              |               |
| A      | AG (Mandaatfunctie)            | Administrateur-generaal (AG) |               |
| A      | A5 (Mandaatfunctie)            | Administrateur (Adj-AG)      |               |
| A      | A4                             | Adviseur-generaal            |               |
| A      | A3                             | Adviseur                     |               |
| A      | A2                             | Attaché                      |               |
| A      | A1                             | Attaché                      |               |
|        |                                |                              |               |
| B      |                                | Fiscaal deskundige (BFisc)   |               |
| B      | Financieel deskundige (BFin)   |                              |               |
|        |                                |                              |               |
| C      |                                | Financieel assistent (CF)    |               |
| C      | Administratief assistent (CA)  |                              |               |
|        |                                |                              |               |
| D      |                                | Financieel medewerker (DF)   |               |
| D      | Administratief medewerker (DA) |                              |               |

## Uitrusting en bewapening

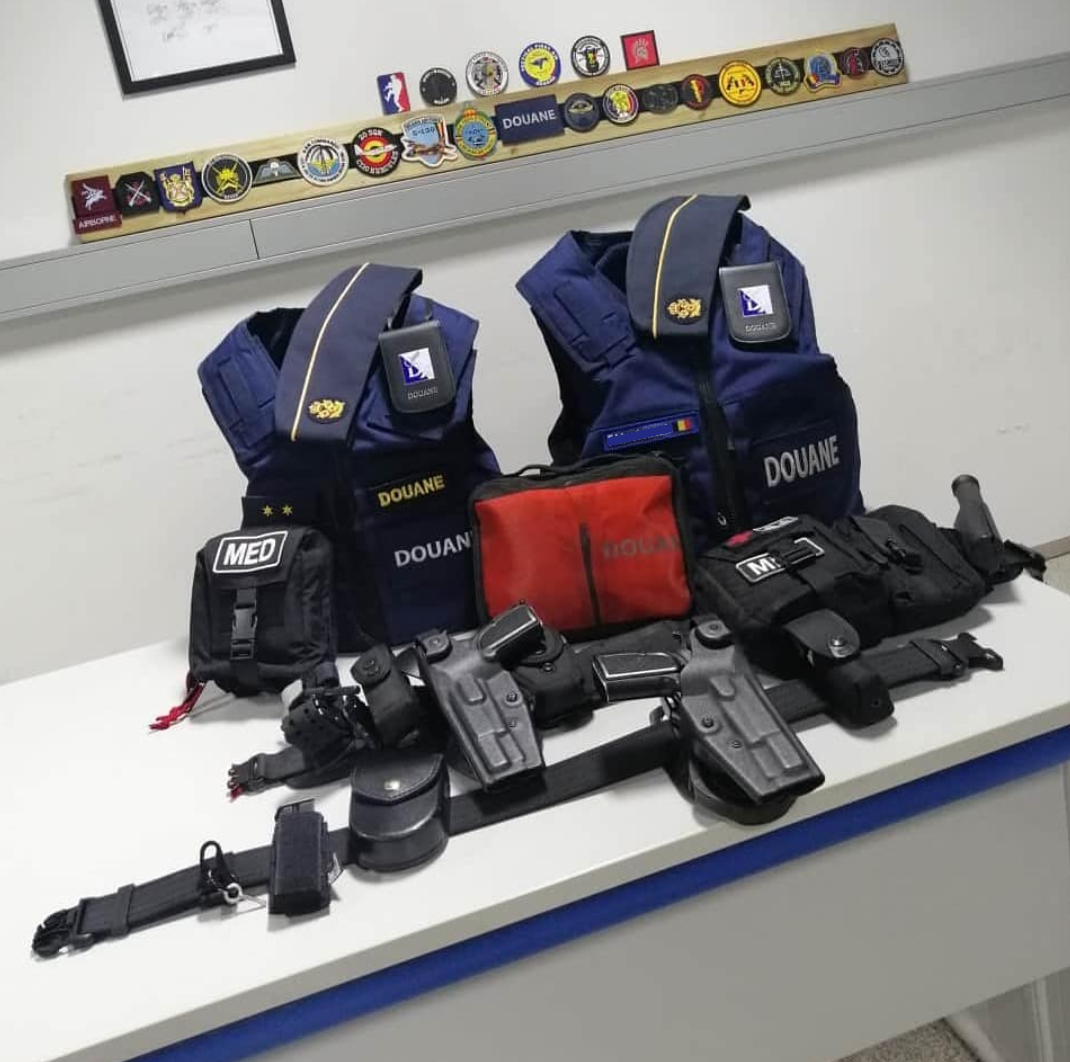
Uitrusting van de Belgische Douane

Alle beëdigde ambtenaren van de Algemene Administratie Douane en Accijnzen hebben in principe de bevoegdheid om ambtshalve een wapen te dragen.
Douaniers kunnen worden uitgerust met volgende persoonlijke wapens:
- Één pistool Heckler & Koch HK SFP9 9mm (pistool Glock 17M voor motorrijders en ambtenaren van de maritime brigades);
- Één spuitbus met anti-agressiegas;
- Één telescopische wapenstok;
- Een paar handboeien en hun houder.

De ambtenaren van de motorbrigades, bewakingsteams (mobiel toezicht) van de lucht- en zeehavens en de opsporingsdiensten kunnen ook over een collectief wapen beschikken, meer bepaald over een Brügger & Tomhet APC9 PRO. Deze vervangt tijdelijk de Steyr AUG 9 mm, in afwachting van een nieuwe aanbesteding voor 250 nieuwe karabijnen van een zwaarder kaliber die eind 2026 rond zou moeten zijn.
Wapendracht is alleen verplicht bij opdrachten van de motorbrigades en bewakingsteams van de lucht- en zeehavens, maar mogen ook worden gedragen bij opdrachten van de opsporingsdiensten en door ambtenaren die op basis van een specifieke vergunning (uitgereikt door de administrateur-generaal Douane en Accijnzen) een wapen mogen dragen. Het gaat hier inzonderheid om accijnsambtenaren, douaneambtenaren die bij de Bijzondere Belastinginspectie zijn tewerkgesteld, eerstaanwezend inspecteurs-dienstchef en schietinstructeurs die niet tot de motorbrigade of een opsporingsdienst behoren.
Kogelwerende vesten en A.S.T.R.I.D.-communicatiemiddelen behoren eveneens tot de uitrusting. Het Douanepersoneel kan zowel opereren in uniform als in civiele kledij.

## Visuele identiteit
De Belgische douane wijzigde in 2017 de belijning op haar voertuigen en gaf eveneens haar uniformen een midlife-update. De oude belijning met gele streep was equivalent aan de toenmalige rijkswacht (oranje streep) en gemeentepolitie (blauwe streep). Ze gaat nu mee in de stijl van de federale politie, de lokale politie en de militaire politie.

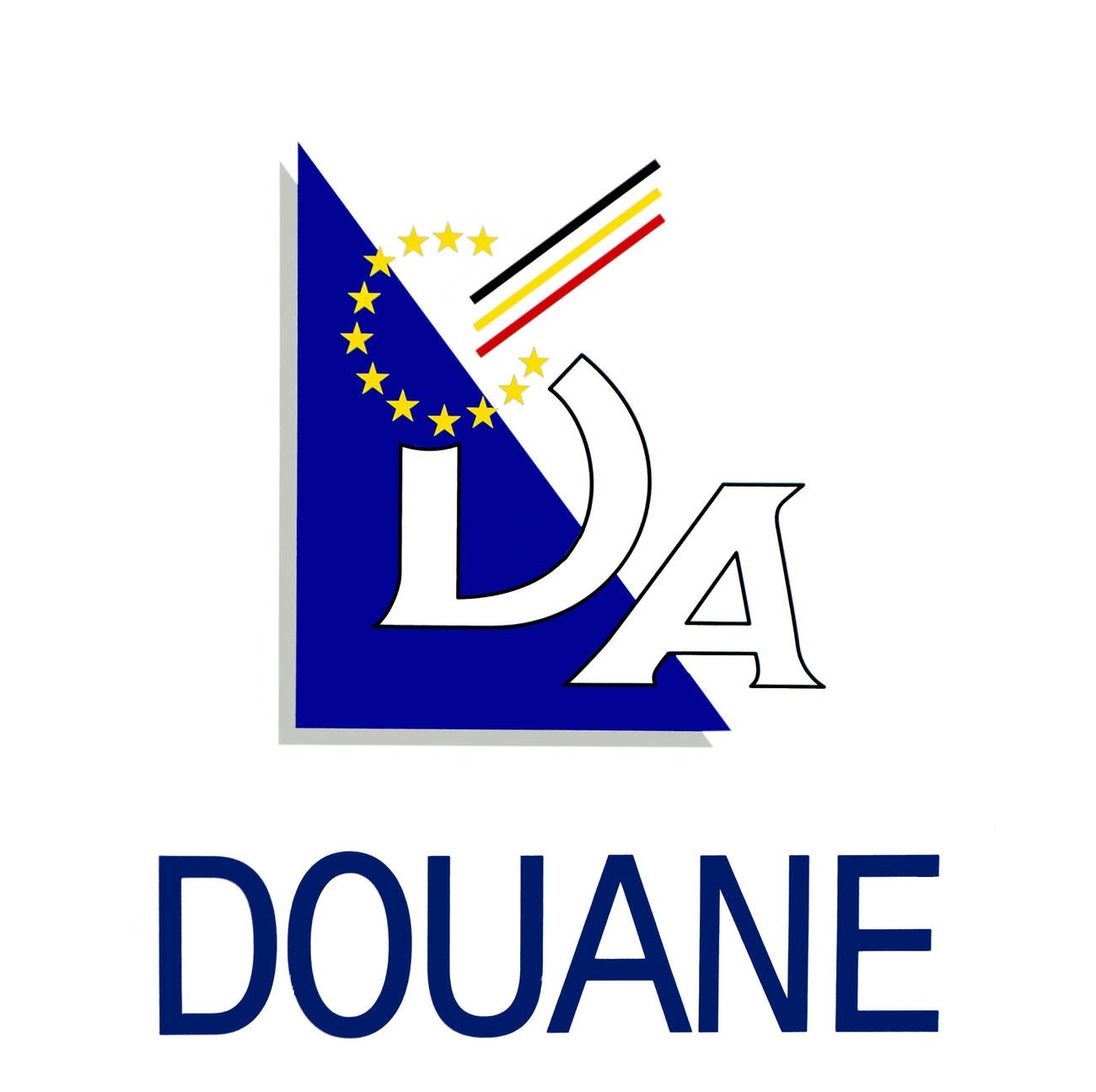
Oud logo AAD&A
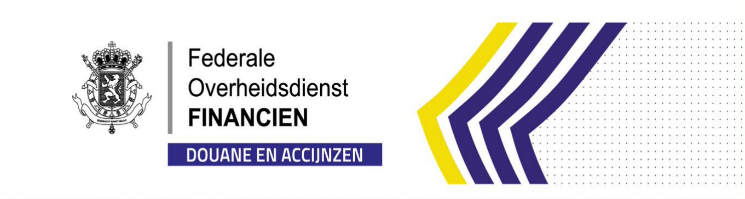
Nieuw logo AAD&A
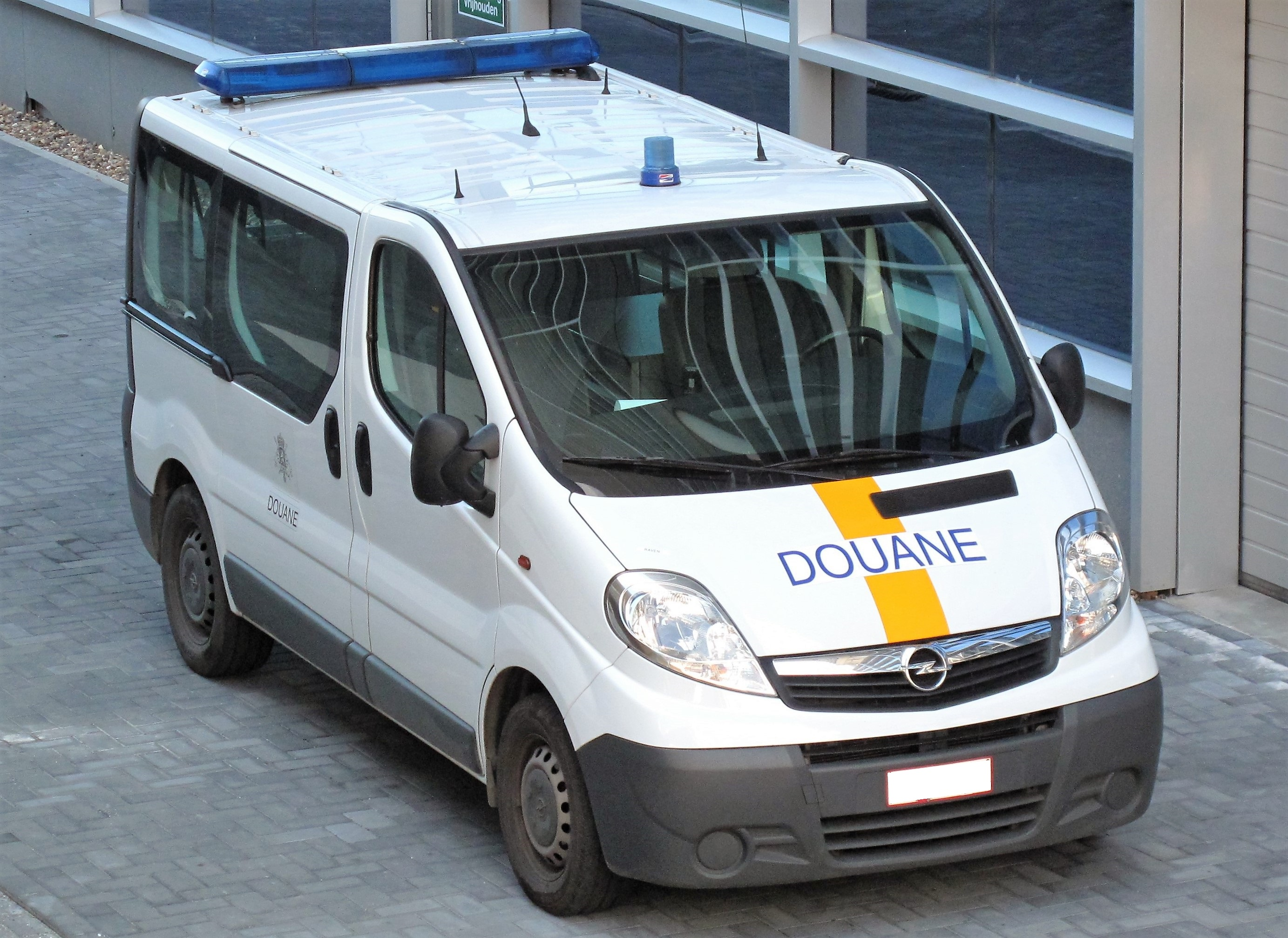
Patrouillevoertuig douane met oude belijning
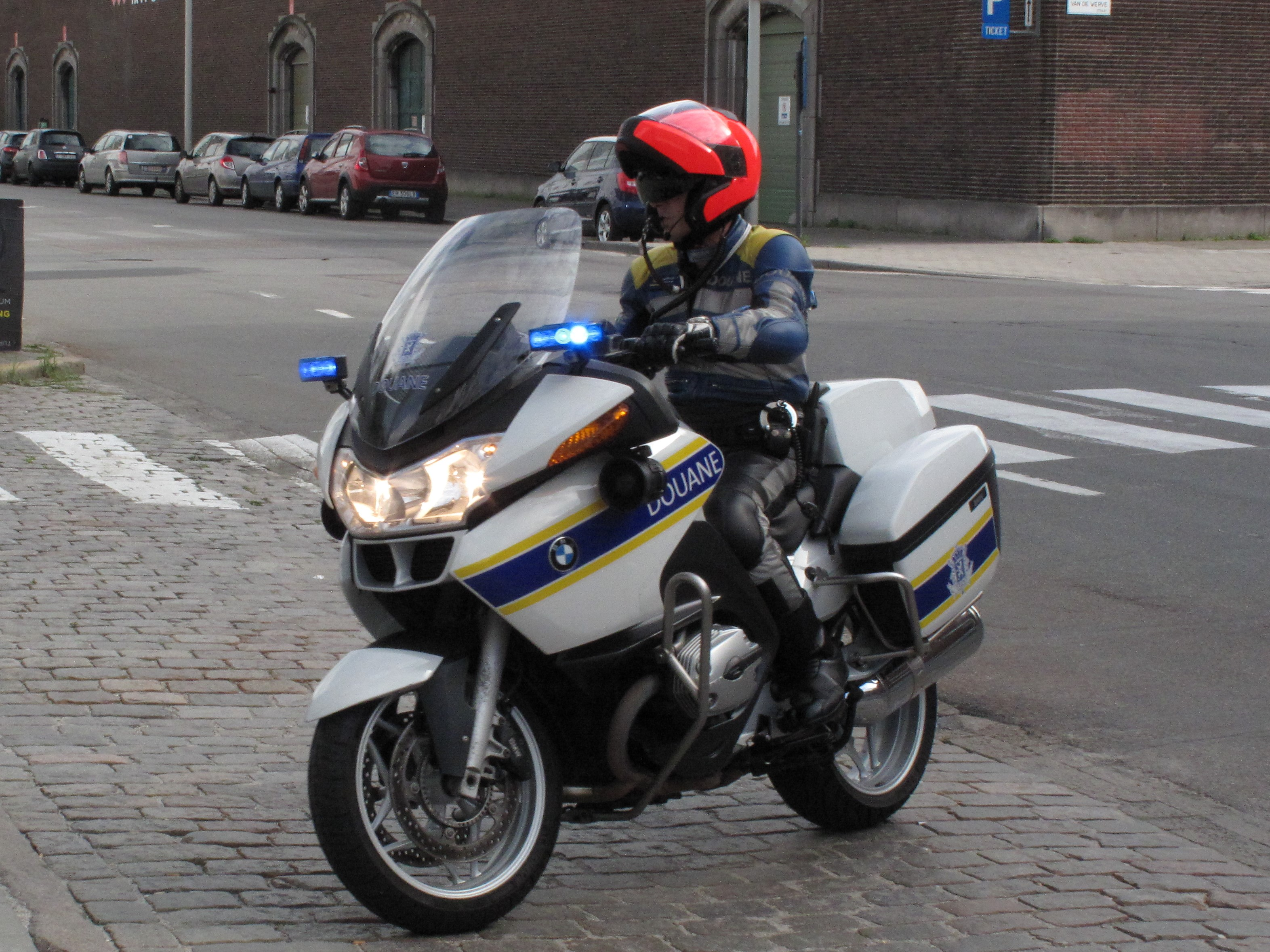
Douane-motorfiets met oude belijning
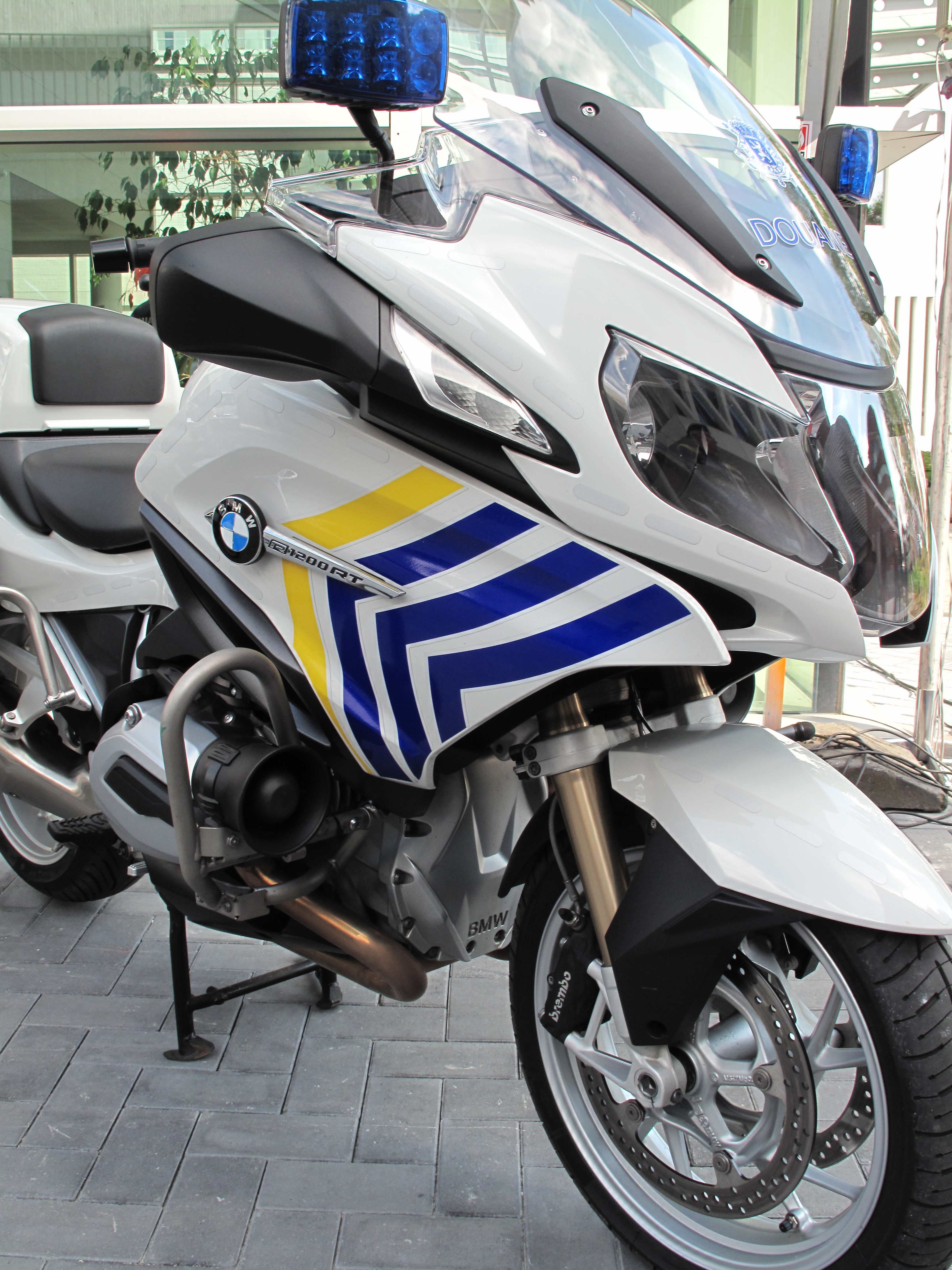
Douane-motorfiets met nieuwe belijning
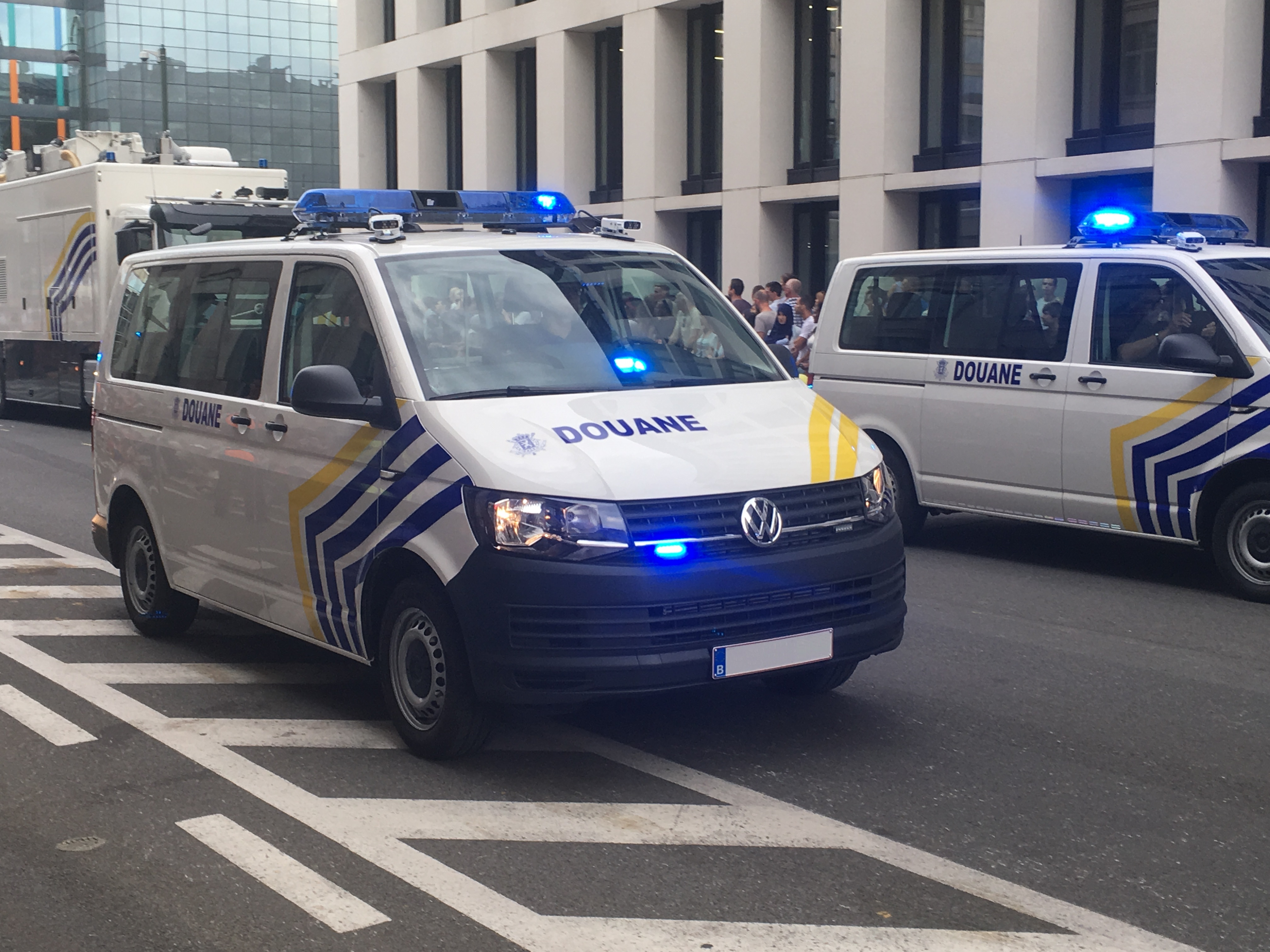
Volkswagen Transporter met nieuwe belijning
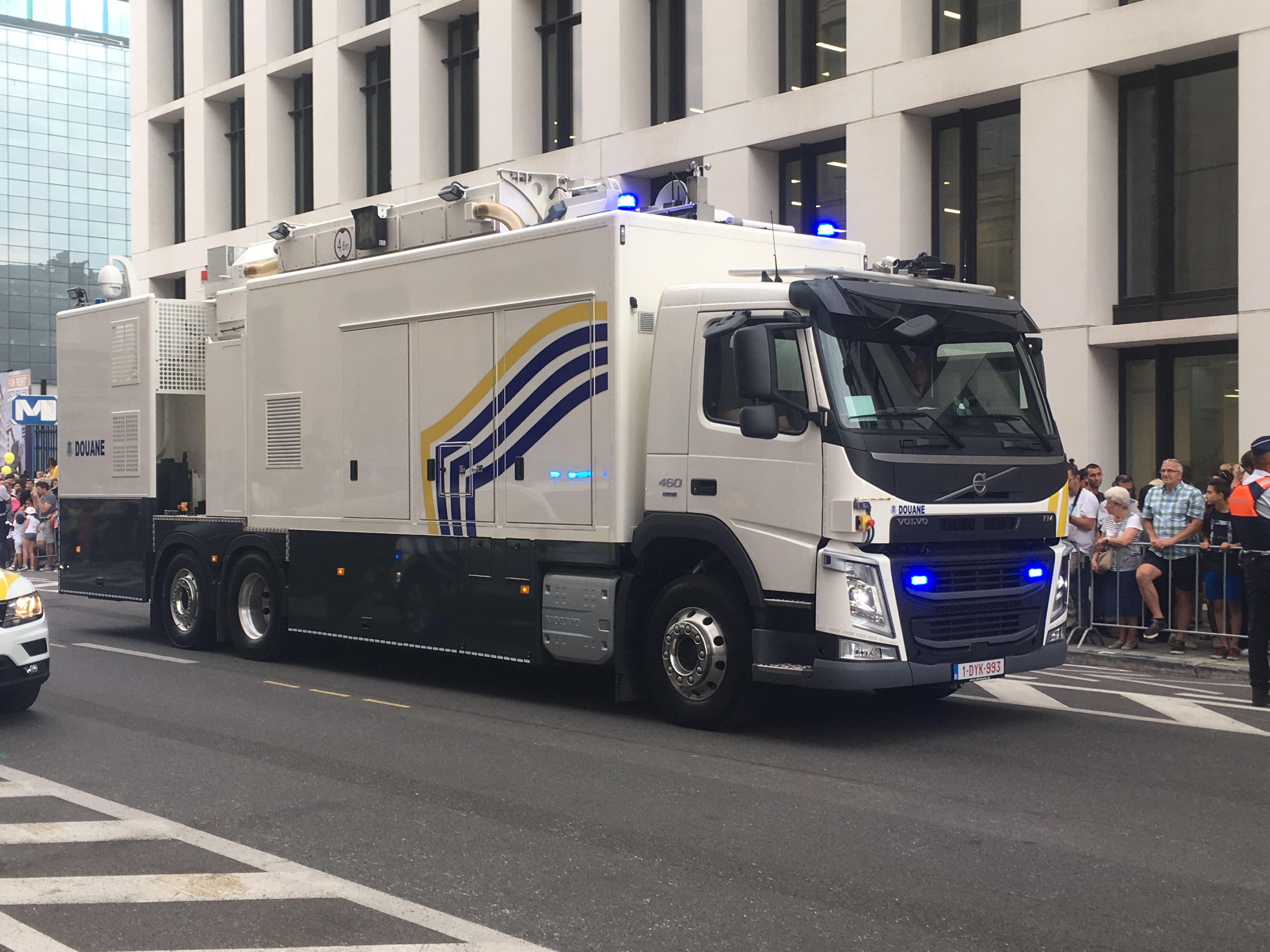
Mobiele röntgenscanner met nieuwe belijning
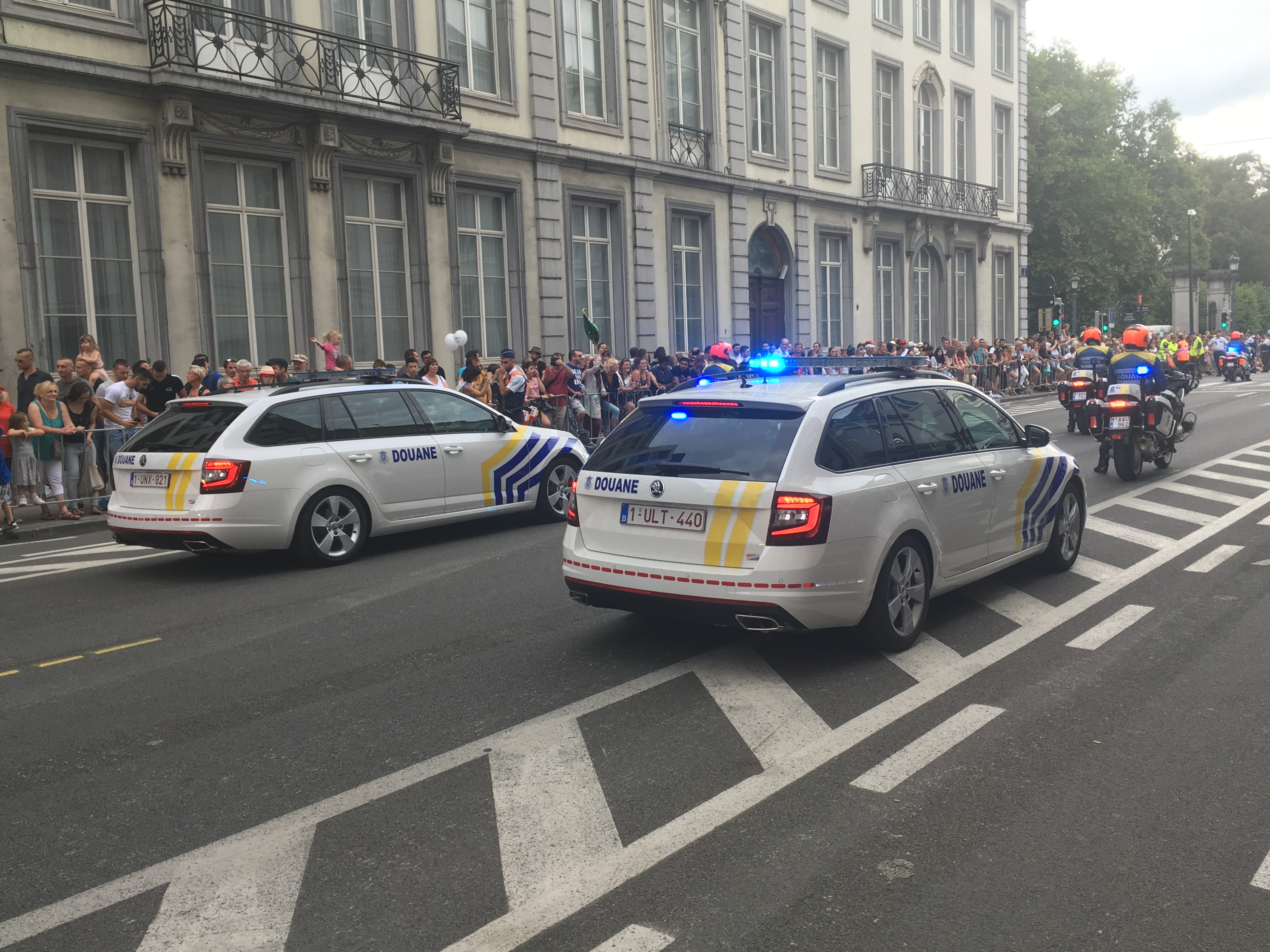
Patrouillevoertuigen en motorrijders

## Museum en monumenten
Het D&A museum belicht het grensgebeuren en de werking van Douane en Accijnzen sinds 1830. In 1986 werd de basis van het Nationaal Museum van Douane en Accijnzen gelegd in de gewestelijke directie Antwerpen, indertijd gevestigd in een kantoorgebouw aan het Kattendijkdok. Sinds 1994 wordt de museumwerking gestuurd vanuit een vzw met een duidelijke participatie vanwege de Algemene Administratie van Douane en Accijnzen.
Sinds 2010 is de vaste opstelling van het D&A museum gehuisvest op de derde verdieping van Financiecentrum Noordster aan de Ellermanstraat 21, 2060 Antwerpen. Daarnaast beschikt het museum over een depot en een documentatiecentrum.

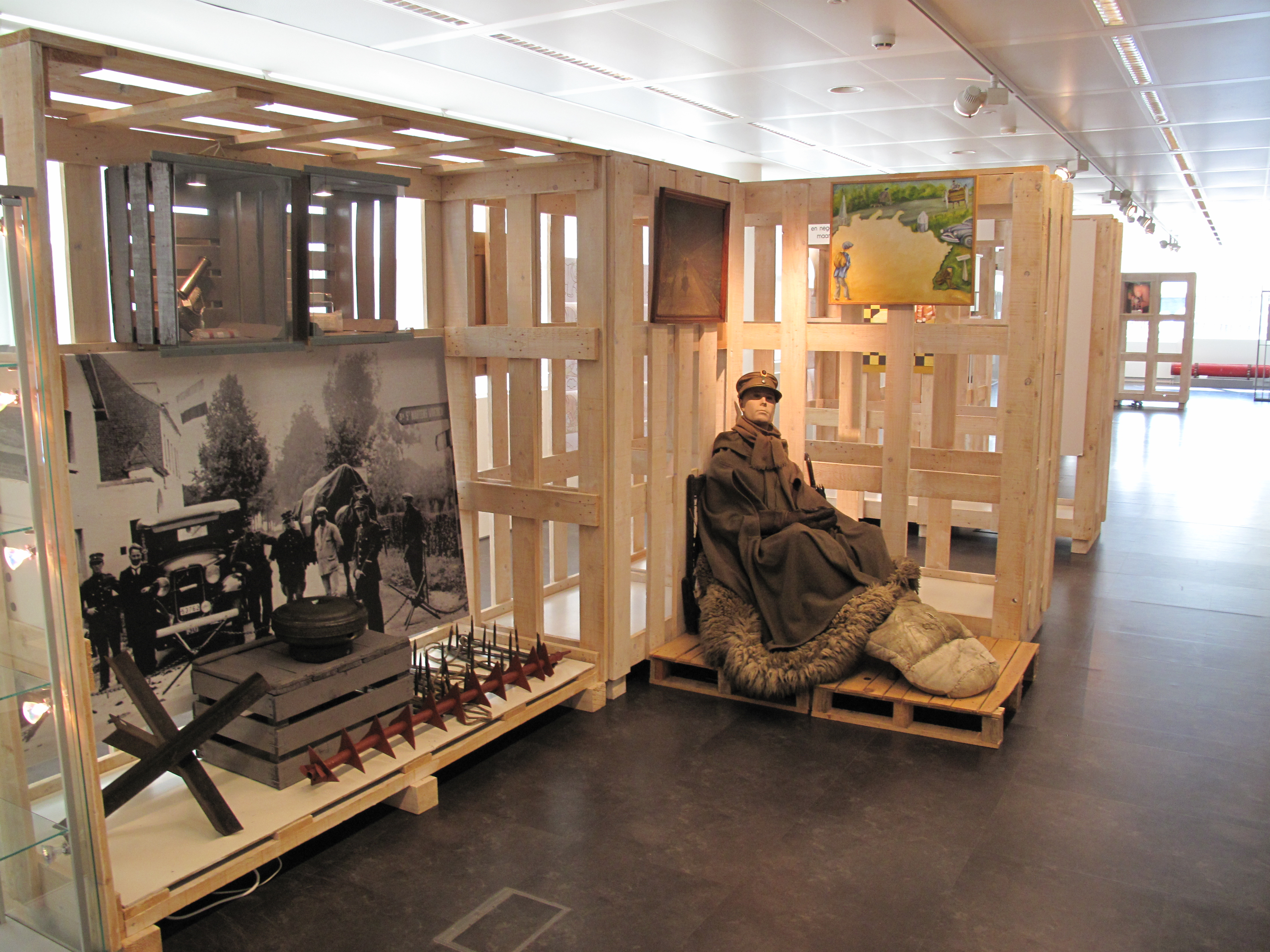
Nationaal Museum van Douane en Accijnzen

Monument voor de opgeheven grenspost te Wuustwezel.

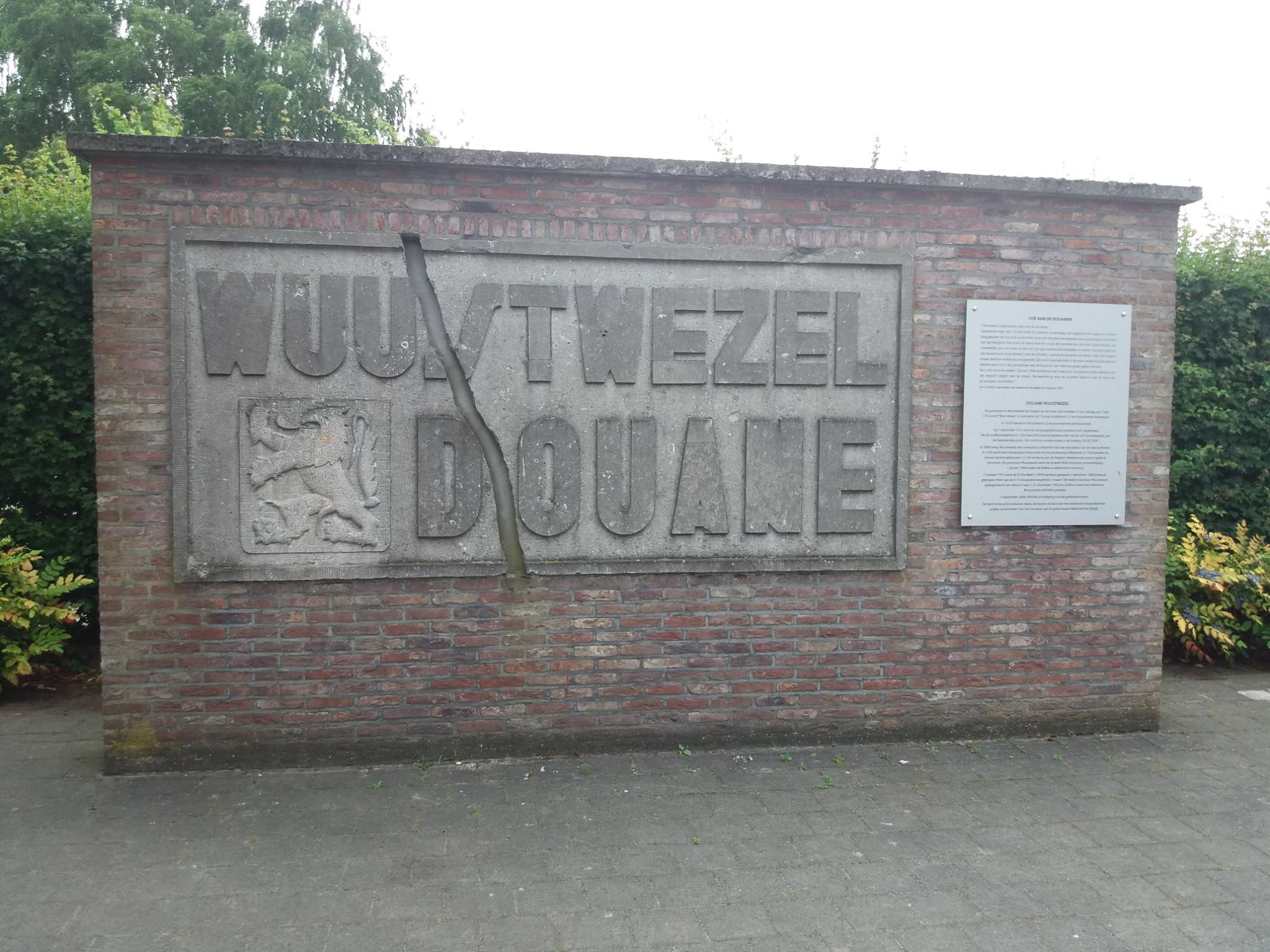
Monument Douane te Wuustwezel
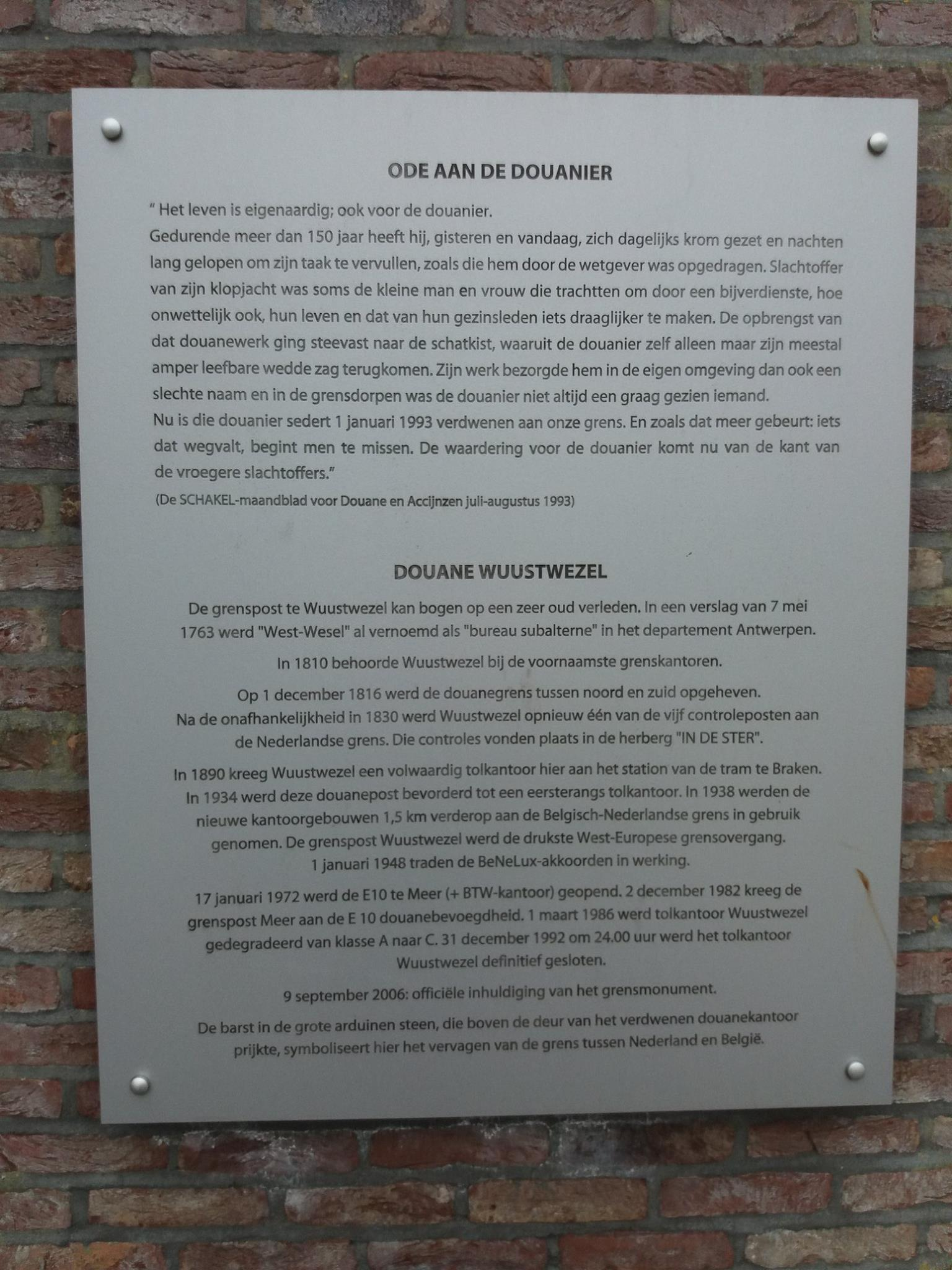
Opschrift bij het monument te Wuustwezel

## Media
De film Rien à déclarer is een Frans-Belgische komedie uit 2010 over de Franse en Belgische douane in de denkbeeldige stad Koorkin.